# أفضل الأوقات (فلم 1981)
أفضل الأوقات (بالإنجليزية: Best of Times) هو فيلم كوميدي تم إنتاجه في الولايات المتحدة. من بطولة نيكولاس كيج.

## وصلات خارجية
- مقالات تستعمل روابط فنية بلا صلة مع ويكي بيانات